# Signe Vaupel
Signe Vaupel (født 18. august 1976) er en dansk skuespiller.
Vaupel er uddannet fra American Musical and Dramatic Academy i New York i 1999 og fra Skuespillerskolen ved Odense Teater i 2004. I 2007 debuterede hun på Det Kongelige Teater.

## Filmografi
- Nordkraft (2005)
- Spillets regler (2008)
- Dig og Mig (2008)
- Zoomerne (2009)

## Eksterne links
- Signe Vaupel på Internet Movie Database (engelsk)
- Signe Vaupel på Filmdatabasen
- Signe Vaupel på danskefilm.dk
- Signe Vaupel på danskfilmogtv.dk
- Signe Vaupel på Scope
- Signe Vaupel på Svensk Filmdatabas (svensk)
- Signe Vaupel på AllMovie (engelsk)
- Signe Vaupel på The Movie Database (engelsk)

|  | Artiklen om skuespilleren Signe Vaupel kan blive bedre, hvis der indsættes et (bedre) billede. Du kan hjælpe ved at uploade et godt billede til Wikimedia Commons iht. de tilladte licenser og indsætte det i artiklen. Eller du kan søge efter eksisterende filer på Wikimedia Commons eller på Flickr - fx med værktøjet Free Image Search Tool. |